# Манке, Дитрих
Дитрих Манке (нем. Dietrich Mahnke; 17 октября 1884, Ферден — 25 июля 1939, Фюрт) — немецкий философ и математик, профессор и декан Марбургского университета.

## Биография
Дитрих Манке родился 17 октября 1884 года в Фердене, где окончил гимназию «Domgymnasium» (DoG). После этого, до 1906 года, он изучал математику, физику и философию в университете. С 1911 по 1927 год он работал учителем в Штаде и Грайфсвальде — с перерывом на военную службу (в качестве офицера на Западном фронте) с 1914 по 1918 год. В 1925 году, под руководством Эдмунда Гуссерля, Манке получил степень кандидата наук в университете Фрайбурга — за работу «Синтез Лейбница универсальной математики и индивидуальной метафизики» (Leibnizens Synthese von Universalmathematik und Individualmetaphysik), опубликованную в 1925 году в «Ежегоднике философии и феноменологических исследований» (Jahrbuch für Philosophie und phänomenologische Forschung).
Год спустя Манке стал приват-доцентом в Грайфсвальде, а в 1927 году — профессором философии в Марбурге. В период 1932—1934 годов Дитрих Манке также являлся деканом: 11 ноября 1933 года он был среди более 900 ученых и преподавателей немецких университетов и вузов, подписавших «Заявление профессоров о поддержке Адольфа Гитлера и национал-социалистического государства». В 1934 году он стал членом Штурмовых отрядов (SA). 25 июля 1939 года в Фюрте Манке скончался в результате несчастного случая.

## Работы
Как историк математики, Манке главным образом занимался математическим анализом Лейбница; работал над публикацией переписки Лейбница:
- Unendliche Sphäre und Allmittelpunkt / Mahnke, Dietrich. — Stuttgart-Bad Cannstatt : Frommann, 1966, Faks.-Neudr. d. Ausg. Halle 1937.
- Leibnizens Synthese von Universalmathematik und Individualmetaphysik / Mahnke, Dietrich. — Stuttgart-Bad Cannstatt : Frommann (Holzboog), 1964, Faks.-Neudr. d. Ausg. von Halle 1925.
- Unendliche Sphäre und Allmittelpunkt / Mahnke, Dietrich. — Halle : Niemeyer, 1937.